# Эльсейфи, Ашраф Амжад
Ашраф Амжад Эльсейфи (араб. أشرف أمجد الصيفي‎; род. 20 февраля 1995, Египет) — катарский легкоатлет, специалист по метанию молота. Выступает за сборную Катара по лёгкой атлетике с 2012 года, чемпион Азиатских игр, двукратный серебряный призёр чемпионатов Азии, двукратный чемпион мира среди юниоров, действующий рекордсмен страны, участник двух летних Олимпийских игр.

## Биография
Ашраф Амжад Эльсейфи родился 20 февраля 1995 года в Египте.
Впервые привлёк к себе внимание специалистов в возрасте 15 лет, когда одержал победу на первенстве Египта среди юношей в Каире. После этой победы был приглашён тренироваться в Катар, проходил подготовку в Aspire Academy в Дохе под руководством российского тренера Алексея Сергеевича Малюкова.
В 2012 году вошёл в состав катарской национальной сборной, выступил на юниорских азиатском первенстве в Коломбо и мировом первенстве в Барселоне — в обоих случаях одержал победу, причём в Барселоне установил ныне действующий юниорский мировой рекорд.
В 2013 году закрыл десятку сильнейших на чемпионате Азии в Пуне, выступил на чемпионате мира в Москве, взял бронзу на Играх франкофонов в Ницце.
На юниорском мировом первенстве 2014 года в Орегоне вновь превзошёл всех соперников и завоевал золото.
В 2015 году стал серебряным призёром на чемпионате Азии в Ухане, занял девятое место на чемпионате мира в Пекине.
В марте 2016 года на соревнованиях в Дохе установил ныне действующий национальный рекорд Катара в метании молота — 78,19 метра. Выполнив олимпийский квалификационный норматив (77,00), благополучно прошёл отбор на летние Олимпийские игры в Рио-де-Жанейро — в финале метнул молот на 75,46 метра, расположившись в итоговом протоколе соревнований на шестой строке.
В 2017 году получил бронзовую награду на Играх исламской солидарности в Баку, отметился выступлением на чемпионате мира в Лондоне.
В 2018 году был лучшим на Азиатских играх в Джакарте.
В 2019 году стал серебряным призёром на чемпионате Азии в Дохе, занял девятое место на чемпионате мира в Дохе.
Благодаря высоким местам в мировом рейтинге удостоился права защищать честь страны на Олимпийских играх в Токио — на сей раз на предварительном квалификационном этапе метнул молот на 71,84 метра и в финал не вышел.